# Conure de Molina
Pyrrhura molinae
Espèce
Statut de conservation UICN

 LC  : Préoccupation mineure
Répartition géographique
Statut CITES
La Conure de Molina ou Conure à joues vertes (Pyrrhura molinae) est une espèce d'oiseau appartenant à la famille des Psittacidae.

## Description
Cet oiseau mesure environ 26 cm et pèse à peu près 80 grammes. Son plumage d'origine présente une prédominance verte, en particulier les joues d'où un des noms attribués à cette espèce. Sa poitrine arbore des écailles caractéristiques de couleur brun foncé et doré clair. Le front, la calotte, la nuque, le bec et les pattes sont noirs. Les rémiges sont bleues et la queue rouge. Les cercles oculaires sont blancs et les iris marron.

## Répartition
- P. m. flavoptera, se situe au sud-ouest de la Bolivie, au sud-est de la Paz au nord ouest du département Cochamba
- P. m. molinae,en Bolivie entre Lapaz et le departement de Chuquisaca
- P. m. phoenicura, nord-est de du departement de Santa Cruzau nord est de la Bolivie et au sud-ouest  du Mato Grosso au Brésil
- P. m. hypoxantha, à l'est du departement de Santa Cruz et à l'extreme est de la Bolivie, a l'ouest du Matogrosso do Su au sud ouest du  Brésil, et au nord du Paraguay
- P. m. restricta, au centre du Departement  de Santa Cruz au centre-ouest de la Bolivie
- P. m. australis,au sud du departement de Tarija  de Bolivie dans le nord ouest dans l'argentine jusqu'à la province du Tucumán

La conure de molina habite les plaines et les forêts,  les forêts secondaires, and et dans les forêts galerie dans les basses altitudes de Pantanal et les région humides et forêts tropicales jusqu'à 2,000 m (6,600 ft).

## Longévité
Cette espèce vit en moyenne 25 à 30 ans.

## Galerie de photographies

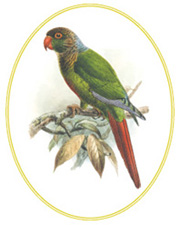
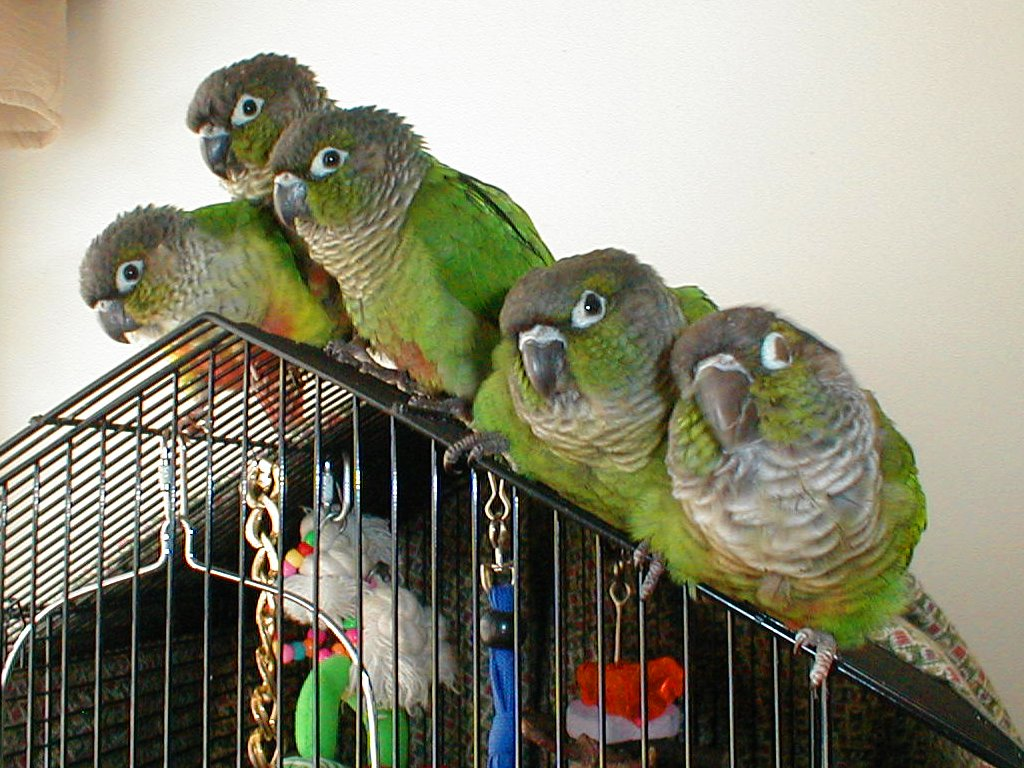
Groupe familial
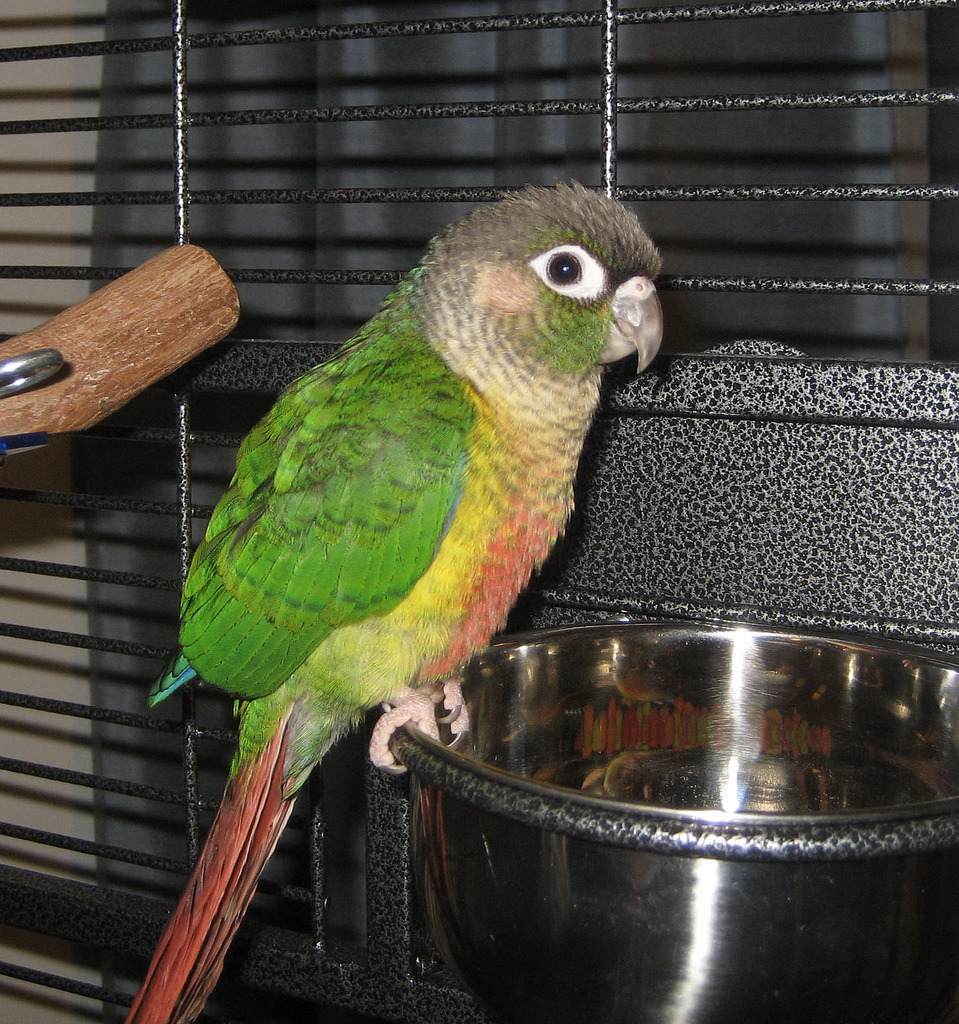
Juvénile de la forme hypoxantha
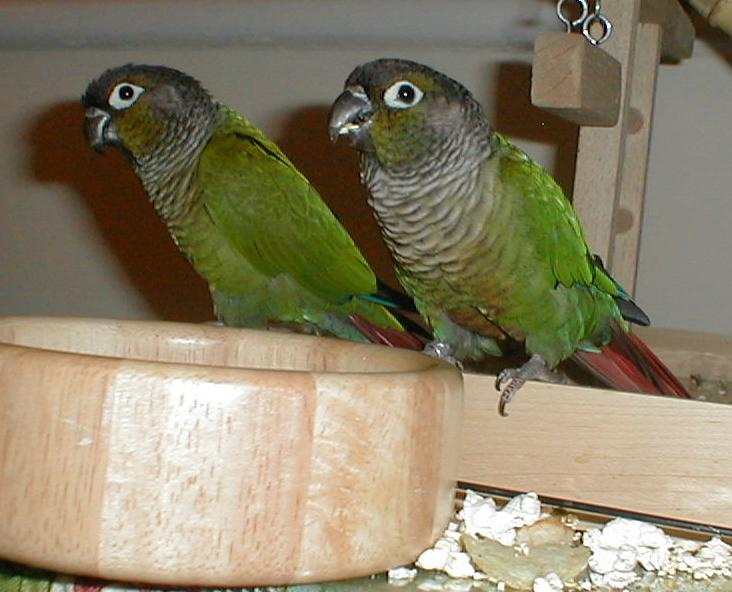

## Sous-espèces et répartition
La Conure de Molina est subdivisée en cinq sous-espèces très proches se différenciant par l'étendue plus ou moins importante des écailles, par une coloration verte plus ou moins intense et par leur distribution :
- Pyrrhura molinae molinae dans les forêts primaires de l'est de la Bolivie ;
- Pyrrhura molinae phoenicura dans le centre-ouest du Mato Grosso au Brésil et dans le nord-est de la Bolivie ;
- Pyrrhura molinae sordida (la forme hypoxantha existe à l'état naturel au sein de cette sous-espèce) dans le sud-est du Mato Grosso ;
- Pyrrhura molinae restricta dans les régions de Palmaito et de Chiquitos en Bolivie ;
- Pyrrhura molinae australis dans le nord-est de l'Argentine.